# Breitenbach-Haut-Rhin
Breitenbach-Haut-Rhin – miejscowość i gmina we Francji, w regionie Grand Est, w departamencie Górny Ren.
Według danych na rok 1990 gminę zamieszkiwały 854 osoby, 92 os./km².